# 常州市第二十四中学
常州市第二十四中学创办于1929年，1956定名为“常州市第四初级中学”，1970年学校更名为“常州市第二十四中学”。

## 学校荣誉
学校近年来先后受江苏省政府，常州市政府表彰。同时也是长三角中小学名师名校长培训基地，江苏省首批实施教育现代化示范初中。